# David King
David King ScD, FRS (África do Sul, 12 de agosto de 1939) é um químico e assessor científico chefe do governo britânico, nascido na África do Sul.

## Vida
David King é o conselheiro científico chefe, primeiramente de Tony Blair, e atualmente de Gordon Brown.

## Obras
- David King, Gabrielle Walker: Ganz heiß. Die Herausforderungen des Klimawandels. Aus dem Englischen von Friedrich Griese. Berlin Verlag, Berlim 2008, ISBN 978-3-8270-0766-7

### David King nos noticiários
- «Rat im Spagat» (em alemão)
- «Briten setzen auf Atomkraft» (em alemão)
- «David King: London could be among the first cities to go if global warming causes the planet's ice to melt» (em inglês)
- «David King: Climate change is a far greater threat to the world than international terrorism» (em inglês)
- «Scientist David King renews climate attack» (em inglês)
- «Presentation by Sir David King at The Scottish Oil Club, December 2004» (em inglês)